# Amata chlorometis
Amata chlorometis là một loài bướm đêm thuộc phân họ Arctiinae, họ Erebidae.